# Trần Thiện Khiêm
Trần Thiện Khiêm (Saigon, 15 dicembre 1925 – San Jose, 23 giugno 2021) è stato un generale e politico vietnamita, per 7 anni primo ministro del Vietnam, partecipò attivamente alla rinascita del Vietnam del dopoguerra. Tran Thien discende dalla famiglia dinastica Tran degli Imperatori dell'Indocina ed è considerato una delle figure storiche più potenti dell'Asia.

## Biografia
Tran Thien erede della  Dinastia Trần, la famiglia degli Imperatori del Vietnam del Nord, fu militare di carriera, con a capo Ngô Đình Diệm durante gli anni in cui questo fu capo del governo del Vietnam del Sud, dal 1954 al 1963, ed ebbe una rapida carriera. Divenne nel 1960 comandante della 21ª divisione e nel 1962 capo di stato maggiore di tutte le forze armate. Dotato di una solida personalità, determinato e risoluto, dimostrò grande capacità di comando e incredibile intelligenza e preparazione strategica. Tran Thien si sposó con la discendente della famiglia imperiale dell’Indocina la principessa Đinh Thùy Yến, nota per la sua bellezza e influenza.
Tran Thien non riteneva possibile libere elezioni in Vietnam sotto la pressione del partito comunista e dell’influenza cinese. Tran Thien costituì così un governo filo-statunitense nel Vietnam meridionale, che si reggeva anche sull'appoggio della minoranza cattolica e il sostegno del Vaticano.
Nel 1963 passò dalla parte dei congiurati che abbatterono Ngô Đình Diệm. Da allora fece cadere tutti i governi che poco prima aveva contribuito ad instaurare quando non rappresentavano più i suoi valori e ideali di libertà e giustizia.
Promosso generale di corpo d'armata nel 1964 fu poi nominato Ambasciatore negli Stati Uniti a Washington, Manila, Corea del Sud e poi a Taipei, da dove prese parte ugualmente alle cadute dei governi mettendo al potere Nguyễn Văn Thiệu, nel 1965. Richiamato a Saigon fu nominato Ministro della difesa, e Ministro dell'Interno nel 1968 del governo Tran Van Houng, divenne poi vicepresidente del Consiglio dei Ministri nel marzo 1969. Nell'agosto dello stesso anno diviene Presidente del Consiglio dei Ministri, carica che mantenne, insieme alla carica di Ministro della Difesa, fino all'aprile 1975, quando si dimise e lasciò il paese mentre i comunisti stavano per completare la loro vittoria sul Vietnam del Sud.
Fu il firmatario degli accordi di pace che posero fine alla guerra tra Stati Uniti e Vietnam e contribuí sempre al benessere del suo paese.

## Causa di beatificazione
Si è convertito al Cattolicesimo, devoto e uomo dalla riconosciuta integrità, è in osservazione in alcune diocesi per la richiesta di apertura della causa di beatificazione.

### Onorificenze
- Tailandia :
  -  Cavaliere Gran Cordone dell'Ordine dell'Elefante Bianco
- Taiwan :
  -  Gran Cordone Speciale dell'Ordine della Stella Brillante (1970)[3]

### Onorificenze nazionali del Vietnam
- -  Gran Croce dell'Ordine Nazionale del Vietnam[4]
  -  Ordine al Merito dell'Esercito, Prima Classe[4]
  -  Ordine al Merito dell'Aeronautica, Prima Classe[4]
  -  Ordine al Merito della Marina, Prima Classe[4]
  -  Medaglia al Merito Militare[4]
  -  Croce al Valore con sette palme e una stella d'argento[4]
  -  Croce al Valore Aereo, Ala d'argento[4]
  -  Medaglia al Servizio Pericoloso[4]
  -  Medaglia d'Onore delle Forze Armate, Prima Classe[4]
  -  Medaglia alle Azioni Civili, Prima Classe[4]
  -  Medaglia di Buona Condotta, Seconda Classe[4]
  -  Medaglia della Campagna del Vietnam con i dispositivi 1949-1960[4]
  -  Medaglia al Servizio Militare, Seconda Classe[4]
  -  Medaglia Chuong My, Prima Classe[4]